# Ariston z Chios
Ariston z Chios (ur. ok. 320 p.n.e., zm. ok. 260 p.n.e.) zwany czasem również Aristonem Łysym (gr. ό φάλανθος). Czasem podaje się jego pseudonim - Syrena (gr. Σειρήν). Należał do szkoły stoików, którą założył Zenon z Kition. 
Jego poglądy opierały się na twierdzeniu, że najwyższym dobrem, osiągalnym przez człowieka, jest stan obojętności wobec wszystkiego, co nie jest ani dobrem, ani złem (adiafora). Oprócz tego, należy uznać, że rzeczy neutralne nie mogą być wartościowane. Ariston odrzucał fizykę i logikę, twierdząc, że "pierwsza przerasta nasze siły, a druga nas nie dotyczy; obchodzi nas tylko etyka". Ariston odrzucał pogląd Zenona, że istnieje wiele cnót. Zamiast tego, mówił, że cnotę należy osądzać wedle jej celu. Było to twierdzenie na tyle rewolucyjne, że filozofów późniejszych, którzy twierdzenie to przejęli od Aristona, np. Militiadesa i Difilosa nazywano aristonikami.
Aristonowi przypisuje się następujące dzieła: Zachęty do filozofii, O poglądach Zenona, Dialogi, Wykłady (6 ks.), Rozprawy o mądrości, Rozprawa o miłości, Uwagi o próżności sławy (15 ks.), Notatki (25 ks.), Wspomnienia (3 ks.), Chreje (3 ks.), Przeciw retorom, Odpowiedź na zarzuty Aleksinosa, Przeciw dialektykom (3 ks.), Listy do Kleantesa (4 ks.).
Ariston z Chios bywa czasem mylony z perypatetykiem Aristonem z Julidy.